# Ghiacciaio Weir
Il ghiacciaio Weir (in inglese Weir  Glacier) (66°04′S 64°42′W) è un ghiacciaio lungo circa 15 km situato sulla costa di Graham, nella parte occidentale della Terra di Graham, in Antartide. Il ghiacciaio, il cui punto più alto si trova 604 m s.l.m., fluisce verso nord fino a entrare nella parte meridionale della baia di Barilari, tra punta Prestoy e punta Byaga.

## Storia
Il ghiacciaio Weir è stato avvistato per la prima volta e grossolanamente delineato nel 1909 durante la seconda spedizione antartica francese al comando di Jean-Baptiste Charcot e fu in seguito mappato più dettagliatamente durante la spedizione britannica nella Terra di Graham, 1934-37, al comando di John Rymill. Più tardi il ghiacciaio è stato così battezzato in onore di William D. Weir, primo visconte Weir di Eastwood, e di suo figlio, James K. Weir, che contribuirono a sovvenzionare la suddetta spedizione britannica.